# Fábrica de Paracaídas

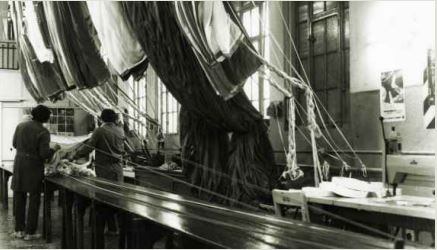
Línea de producción y armado de velámenes.

La Fábrica de Paracaídas fue una planta industrial argentina fundada por Decreto el 31 de octubre de 1949. Trece años después pasó a formar parte de la Fábrica de Armamentos y equipos, y el Taller de Tapizados se fusionó a la Fábrica de Automóviles.
Su función era abastecer a la Fuerza Aérea, Ejército, aviación deportiva, y también efectuaba exportaciones de paracaídas de frenado para aviones y paracaídas de tropas aerotransportadas. 
Uno de sus logros fue el de diseñar y construir el mayor paracaídas de América del Sur para cargas aerolanzables de más de 2.000 kg. 